# Para além da Saudade
Para Além da Saudade é o terceiro álbum de estúdio da cantora de fado portuguesa Ana Moura. 
Foi lançado em 2007 pela editora Universal, com fotografias de Paulo Segadães na capa e contra-capa.
Contém 15 faixas, com o tema de abertura, "Búzios", provavelmente a ter recebido o maior destaque.
Tendo sido lançado no ano anterior ao do primeiro álbum ao vivo da artista (Coliseu), de "Para Além da Saudade" foram escolhidos 8 fados (faixas 1, 2, 5, 6, 7, 9, 11 e 12) para integrarem o trabalho ao vivo.
Ao mesmo tempo, saiu uma segunda versão, com um DVD extra, onde se pode encontrar seis temas gravados ao vivo, para apresentação num especial de televisão, no Forte da Trafaria. Estes temas são “Mapa do Coração”, "O Fado da Procura”, “Os Búzios”, “E Viemos Nascidos do Mar”, “Primeira Vez” e “A Sós com a Noite”.

## Faixas
1. "Os Búzios" (Jorge Fernando)
2. "E Viemos Nascidos do Mar" (Fausto Bordalo Dias)
3. "A Voz Que Conta a Nossa História" (Jorge Fernando / Armando Machado (Fado Licas))
4. "Águas do Sul" (Jorge Fernando / Custódio Castelo)
5. "O Fado da Procura " (Amélia Muge)
6. "Rosa Cor-de-Rosa" (Jorge Fernando / Custódio Castelo)
7. "Primeira Vez" (Mário Rainho / Joaquim Frederico de Brito (Fado da Azenha))
8. "Não Fui Eu" (Jorge Fernando)
9. "Mapa do Coração" (Nuno Miguel Guedes / José Blanc (Fado Blanc))
10. "Aguarda-te ao Chegar" (Cristina Viana / Carlos Viana)
11. "Até ao Fim do Fim" (Tózé Brito)
12. "Fado das Horas Incertas" (Jorge Fernando)
13. "Vaga, No Azul Amplo Solta" (Fernando Pessoa / Patxi Andeon)
14. "Velho Anjo" (Jorge Fernando / Tim Ties)
15. "A Sós com a Noite" (Jorge Fernando)